# ベルンハルト・グルーバー
ベルンハルト・グルーバー（Bernhard Gruber、1982年8月19日 - ）は、オーストリア、ザルツブルク州シュヴァルツァッハ・イム・ポンガウ出身のノルディック複合選手。同郷のミヒャエル・グルーバーとは血縁ではない。

## プロフィール
2000年のノルディックスキージュニア世界選手権団体で銅メダルを獲得。2003年1月1日にオーベルホフのスプリントでノルディック複合・ワールドカップにデビュー、32位となった。
2005年1月に自国で開催されたユニバーシアードでグンダーセン銀メダル、スプリント金メダルと活躍した。
2008年2月24日にザコパネで行われたスプリントでワールドカップ初優勝、ホルメンコーレンスキー大会のグンダーセンでも優勝し、このシーズンのワールドカップ総合は自己最高位となる4位に入った。
2009年ノルディックスキー世界選手権に出場しマススタート22位、ノーマルヒル、ラージヒルとも11位、団体は5位だった。ワールドカップ総合は9位。
2009-2010シーズンはワールドカップで一桁順位になかなか入ることが出来なかったがバンクーバーオリンピックでは団体戦で金メダルを獲得、ラージヒルで銅メダルを獲得した。
2009-2010シーズン終了時点でワールドカップ通算2勝（2位3回、3位2回）。